# Adesmia microphylla
Adesmia microphylla là một loài cây bụi phổ biến sống ở bờ biển Chilean Matorral của miền Trung Chile, 400 tới 1000 masl.. Nó có liên quan đến Proustia pungens và Lithrea caustica. Loài này từng được đặt trong một hỗn hợp loài tên A. arborea.

## Hình ảnh

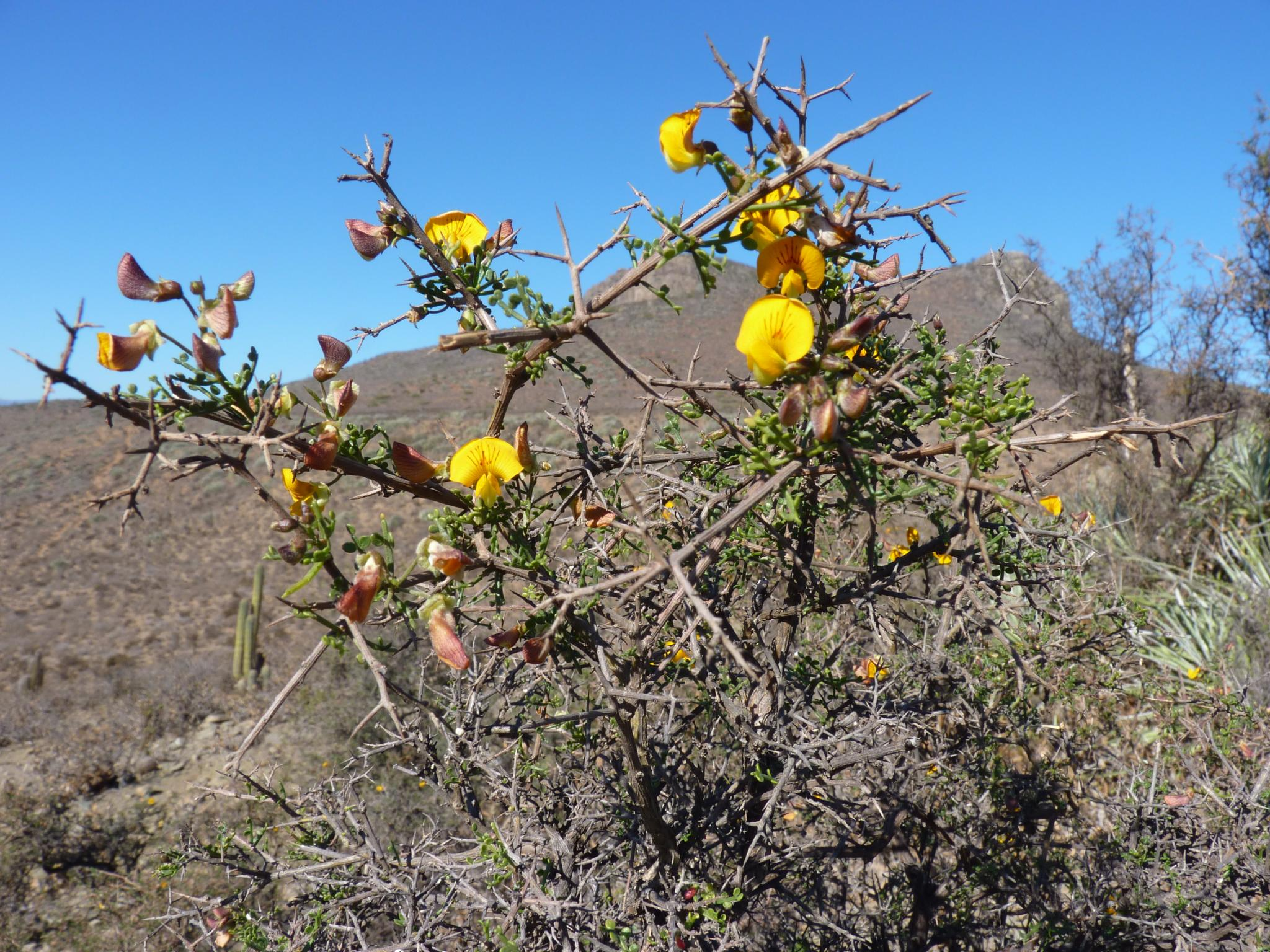